# Saint-Eusèbe (Quebec)
Saint-Eusèbe es un municipio parroquial canadiense situado en la provincia de Quebec.

## Superficie
Saint-Eusèbe tiene una superficie de 129,56 km².

## Demografía
En 2021, tenía 587 habitantes, una densidad poblacional de 4,5 hab./km², y 276 viviendas.